# 218
El año 218 (CCXVIII) fue un año común comenzado en jueves del calendario juliano, en vigor en aquella fecha.
En el Imperio romano el año fue nombrado como el del consulado de Severo y Advento o, menos comúnmente, como el 971 Ab urbe condita, siendo su denominación como 218 posterior, de la Edad Media, al establecerse el Anno Domini.

## Acontecimientos
- 16 de mayo: Heliogábalo es proclamado emperador romano frente a Macrino, quien había ascendido al trono el año anterior tras asesinar a Caracalla.
- 8 de junio: las tropas de Heliogábalo y de Macrino, aspirantes al trono imperial, se enfrentan en la Batalla de Antioquía, con la victoria del primero, que accederá así al trono. Macrino escapará del campo de batalla afeitándose la barba; sin embargo, será atrapado y asesinado unos días después en Archelais.

## Nacimientos
- Galieno, emperador romano.

## Fallecimientos
- Macrino, emperador romano, es ejecutado en Archelais.